# Персеполис (комикс)
Персеполис (фр. Persepolis) — автобиографический чёрно-белый графический роман иранской писательницы Маржан Сатрапи о её взрослении, в которой изображена её юность в Иране во время исламской революции. Вышел в 4 томах во Франции в 2000—2003 годы. На русском языке книга вышла в 2013 году в издательстве «Бумкнига».

## История
В период с 2000 по 2003 год Маржан Сатрапи написала четыре книги комикса «Персеполис». Выпущен он был под эгидой французского издательства LʼAssociation в четырёх томах и входил в тройку работ издательства под общим концептом «Исключительно важные политико-графические мемуары». Комикс был тепло принят публикой и вскоре был переведён на множество иностранных языков, в том числе и на русский.

## Сюжет
В первой книге описывается жизнь Марджан с 6 до 14 лет в контексте политических событий, происходивших в Иране (падение шаха, триумф Исламской революции, война с Ираком). Главная героиня — единственная дочь в интеллигентной семье, исповедовавшей левые взгляды. Глазами девочки показаны сложные политические процессы происходящие в стране и те жертвы, на которые вынуждены идти люди, преодолевая трудности, вызванные этими процессами.
В романе описана разница между частной домашней и публичной социальной жизнью в Иране того времени. Повествование одной из частей заканчивается тем, что родители отправляют четырнадцатилетнюю Сатрапе на обучение в Австрию.
Далее в романе рассказывается о жизни Марджан в Европе и её переходе от традиционного иранского мировоззрения к современному европейскому. Познав любовь и предательство, дружбу и отверженность, почти опустившись на дно, Маржан вынуждена вернуться назад в Иран, где за время её отсутствия режим исламской республики серьёзно ограничил личные и общественные свободы. Заканчивается роман тем, что через некоторое время главная героиня уезжает жить во Францию навсегда.

## Экранизация
В 2007 году вышел ирано-французский анимационный фильм «Персеполис», получивший широкое признание, в том числе приз жюри Каннского фестиваля.